# Grand Large (voilier)
Le Grand Large est une classe de voilier construite par les chantiers Edel à partir de 1962. Le nom de ce type de bateau vient du nom du plan d'eau proche des chantiers Edel en région lyonnaise, le réservoir du Grand-Large.